# Романченко, Виктор Николаевич
Виктор Николаевич Романченко (17 августа 1906 — 29 мая 1950) — сотрудник советских органов охраны правопорядка, начальник Управления РКМ Москвы, комиссар милиции 2-го ранга. Депутат Московского городского совета депутатов трудящихся.

## Биография

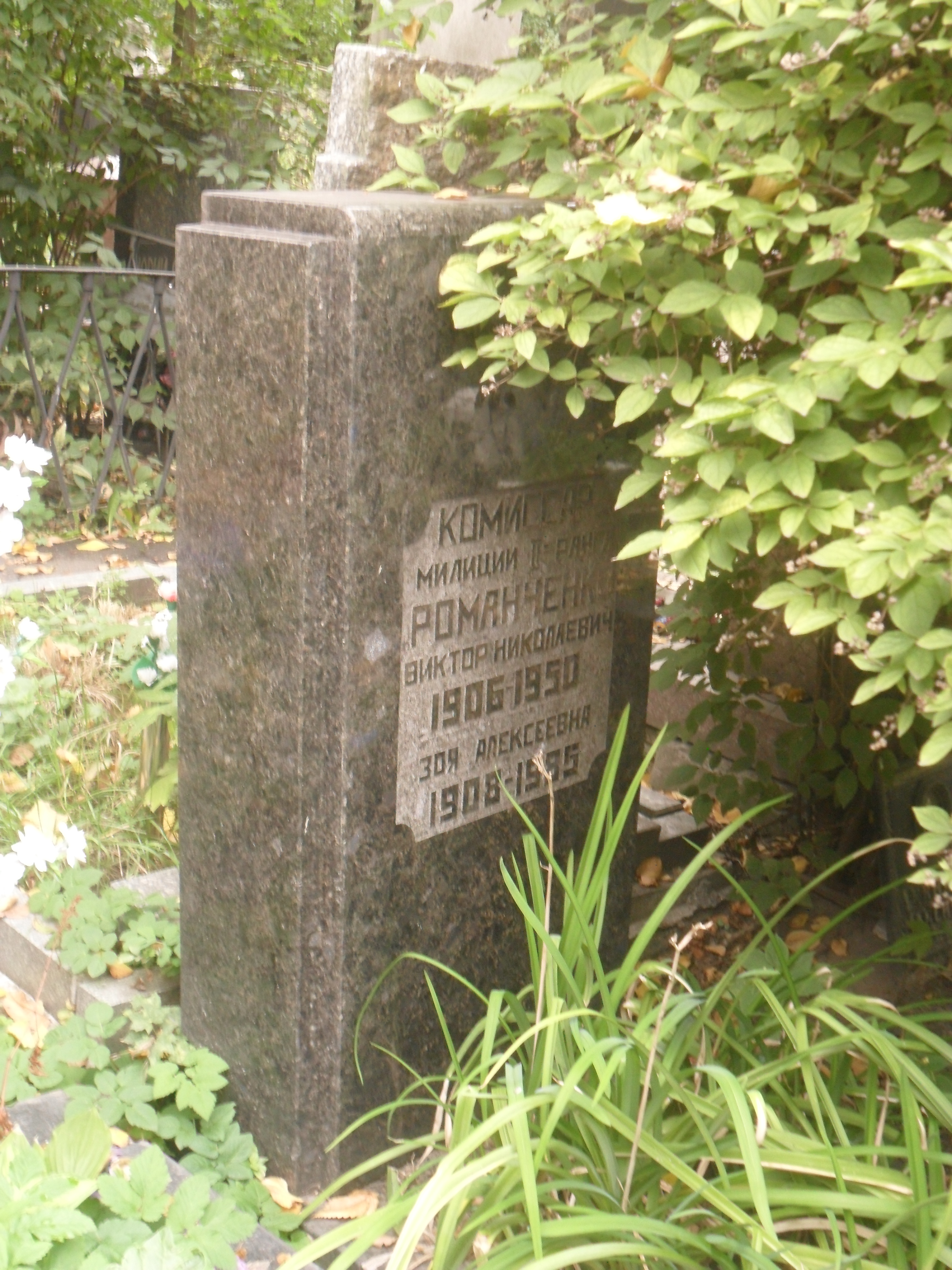
Могила Романченко на Новодевичьем кладбище Москвы.

Родился 17 августа 1906 года. Отец — Николай Романченко, по происхождению из батраков, мать — Наталья Францевна Шведе из семьи рабочего-портного. После развода родителей уезжает с отцом в деревню Кровное (сейчас Хотенского района Сумской области).
С 1916 по 1921 годы работал батраком и подённым рабочим в кулацких хозяйствах, на Рогозинском сахарном заводе в этой же деревне.
В 1922 году переехал в Харьков, где стал учеником и помощником механика в мастерских телеграфа Южных железных дорог.
В 1924 по развёрстке ЦК ВЛКСМ направлен на учёбу в Военно-инженерную школу, курсант. В 1928 году окончил Московскую Военно-инженерную школу им. Коминтерна, краском.
С августа 1928 года — командир взвода отдельного сапёрного полуэскадрона 5-й отдельной Кубанской кавалерийской дивизии Сибирского военного округа. Служил в 15-й Кубанской кавалерийской дивизии Забайкальского военного округа (станция Даурия).
С 1931 года — начальник военной школы, помощник командира отдельного сапёрного эскадрона.
С 1932 года — командир-комиссар отдельного сапёрного эскадрона.
Делегат 16-го Всероссийского съезда советов в январе 1935 года.
С 1936 года — временно исполняющий обязанности начальника 2-й части штаба 15-й кавалерийской дивизии. Одновременно поступил на заочное отделение Военной академии РККА им М.В. Фрунзе (1936-1940). Овладел японским языком и на всю жизнь подружился с К. К. Рокоссовским, с которым ранее вместе служил в одних войсковых частях.
С 1937 года — начальник штаба сапёрного батальона 6-й механизированной бригады.
С февраля 1939 года — заместитель начальника, а с апреля 1939 года — начальник УРКМ Москвы по спецнабору ЦК ВКП(б).
С марта 1941 года — заместитель начальника УНКВД по Москве и Московской области и начальник Управления милиции Москвы.
С января 1947 года — начальник Управления милиции Новосибирской области. Уволен в запас и больше года находился без работы.
В вину Романченко ставили то, что он якобы скрывал национальность матери, Натальи Францевны Шведе. В ответ на нападки в объяснительной записке он задавал резонный вопрос: какое отношение имеет национальность коммуниста к его партийности?
С октября 1949 года — заместитель начальника Управления ИТЛ и строительства № 447 МВД СССР, с апреля 1950 года — заместитель начальника строительства № 585 по лагерю МВД СССР (Белогорлаг).
Умер 29 мая 1950 года от сердечного приступа в возрасте 43-х лет. Похоронен в Москве на Новодевичьем кладбище (4 уч., 34 ряд).

### Звания
- Майор милиции (15 февраля 1939);
- Майор государственной безопасности (10 сентября 1939);
- Инспектор милиции (14 марта 1940);
- Комиссар милиции 2-го ранга (4 марта 1943);

### Награды
Орден Ленина (18.08.1945), два ордена Красного Знамени 3.07.1942, 2.11.1944), два ордена Красной Звезды (16.08.1936,  02.07.1942), орден Знак Почёта (26.04.1940), медали. Знак «Бойцу ОКДВА». Знак «Почетный сотрудник НКВД».

## Семья
- Дедушка (по линии отца) — молотобоец на заводе[1].
- Бабушка (по линии матери) — Мария Ефимовна Шведе[1]
- Отец — Николай Романченко, приказчик[1]
- Мать — Наталья Францевна Шведе, белошвейка[1]
- Отчим — Максим Андреевич Алишин[1]
- Брат (единоутробный) — Николай Максимович Алишин, учащийся Харьковской школы «червоних страшин». Погиб[1].
- Жена (с 1927 по 1950) — Зоя Алексеевна Романченко (1908—1985). Похоронена рядом с мужем в Москве на Новодевичьем кладбище.
- Дочь (1928), умерла в 3-х месячном возрасте[2].
- Сын — Вячеслав Викторович Романченко (род. 1936)[1]
- Сын — Владимир Викторович Романченко (род. 1947)[3]